# Etnolinguïstiek
Etnolinguïstiek is een deelgebied van de antropologische linguïstiek die de taal van een bepaalde etnische groep bestudeert.
Etnolinguïstiek wordt vaak geassocieerd met minderheidstalen in een grotere populatie, zoals de Indianentalen in Noord-Amerika of de talen van immigrantengroepen. In deze gevallen bestudeert etnolinguïstiek deze minderheidstalen binnen de context van de dominante sociale groep, en wordt ook de perceptie van de minderheidstaal door sprekers van de dominante taal bestudeerd, bijvoorbeeld of de etnische groep staatssteun krijgt om zijn taal levend te houden.
Algemeen gesteld bestudeert etnolinguïstiek de relatie tussen taal en cultuur, en de manier waarop verschillende etnische groepen hun taal gebruiken om de wereld te beschrijven. Een bekend maar controversieel voorbeeld is de Sapir-Whorf hypothese, die stelt dat perceptie beperkt wordt door wat men kan beschrijven in zijn eigen taal.
Etnolinguïstiek bestudeert de grenzen die de taal aan de perceptie stelt, en toont de relatie daarvan met de cultuur en maatschappij. Een vaak genoemd voorbeeld is het verondersteld grote aantal woorden voor sneeuw in Inuktitut, wat vroeger voor bepaalde ethnolinguïsten erop kon wijzen dat sneeuw een belangrijke rol speelt in de cultuur van de Inuit. Dat het Inuktitut veel meer woorden voor sneeuw heeft dan andere talen is overigens een broodjeaapverhaal.